# Kepler-421
Kepler-421 eller KOI-1274, är en ensam stjärna belägen i den norra delen av stjärnbilden Lyran. Den har en skenbar magnitud av ca 13,56 och kräver ett kraftfullt teleskop för att kunna observeras. Baserat på parallaxenligt Gaia Data Release 2 på ca 2,84 mas, beräknas den befinna sig på ett avstånd på ca 1 150 ljusår (352 parsek) från solen. Den rör sig närmare solen med en heliocentrisk radialhastighet på ca -25 km/s.

## Egenskaper
Kepler-421 är en gul till vit stjärna i huvudserien av spektralklass G7 V. Den har en massa som är ca 0,76 solmassa, en radie som är ca 0,83 solradie och utsänder energi från dess fotosfär motsvarande ca 0,45 gånger solen vid en effektiv temperatur av ca 5 300 K. En orange stjärna av spektralklass K9 V (KOI-1274 B), med en projicerad separation av bara 1,085 bågsekund, är inte fysiskt är inte förbunden med Kepler-421. Avståndet till KOI-1274 B är ca 1 900 ljusår. 

## Planetsystem
Kepler-421 har en exoplanet (Kepler-421b), som är anmärkningsvärd för sin position nära frostlinjen.
| Planet | Massa | Halv storaxel (AE) | Siderisk omloppstid (d) | Excentricitet      | Inklination          | Radie                 |
| ------ | ----- | ------------------ | ----------------------- | ------------------ | -------------------- | --------------------- |
| b      | -     | 1,219 +0,089−0,106 | 704,20 ± 0,01           | 0,041 +0,095−0,031 | 89,965 +0,024−0,031° | 0,411 +0,021−0,016 RJ |